# 侨城东车辆段
僑城東車輛段是深圳地鐵9號線的車輛段，位於深圳市南山區侨城东路、白石路、红树林路、滨海大道围成的地块内，北临1號線竹子林車輛段（兼本線所屬車務控制中心，但將來會遷至深雲車輛段的中央車務控制中心）對面，靠近深圳灣紅樹林自然保護區。本廠於2012年動工，並於2016年啟用，為9號線的列車提供泊位、定修及大架修服務，同時為7號線列車提供大架修服務。
本廠分為檢修庫、運用庫及行政大樓三部分，軌道上呈Y字型排列。運用庫及出入線隧道口為一座單層混凝土建築物，其上蓋受濕地保育規定，只可用作建造一個公園，設施包括緩跑徑、大草坪及一個籃球場。而檢修庫則為一鋼結構建築，其上鋪有一個深圳地鐵公司的標誌。停车列检32列位，周月检3列位，大、架修2列位，定、临修各1列位；设有一处洗车库，洗车线设置在出入段线一侧并与出入段线相连，其有效长为洗车设备前后各1列车长；车辆段北侧设有试车线一条，长940米，东端位于运用库上盖下方；设有工程车停放库一处，位于出入线与联合检修库之间；联合检修库与出入线之间设有维修综合楼、杂品库、小汽车库、蓄电池室、污水处理站、接触网培训/信号培训操作场等。而在行政大樓內，除了設有本廠運作所需辦公室及職工康樂設施外，亦設有南山市公安局的公交地鐵派出所。
本廠承建商為中國建築股份有限公司。